# Honda Quint
Honda Quint – kompaktowy samochód produkowany w latach 1980–1985. Model ten eksportowany był na rynek azjatycki oraz europejski jako Honda Quintet, natomiast na rynku australijskim oferowany był przez krótki okres jako Rover Quintet.